# Parasigmoidella levii
Parasigmoidella levii är en kackerlacksart som beskrevs av Roth, L. M. 1997. Parasigmoidella levii ingår i släktet Parasigmoidella och familjen småkackerlackor.
Artens utbredningsområde är Papua Nya Guinea. Inga underarter finns listade i Catalogue of Life.